# Juha Suoranta

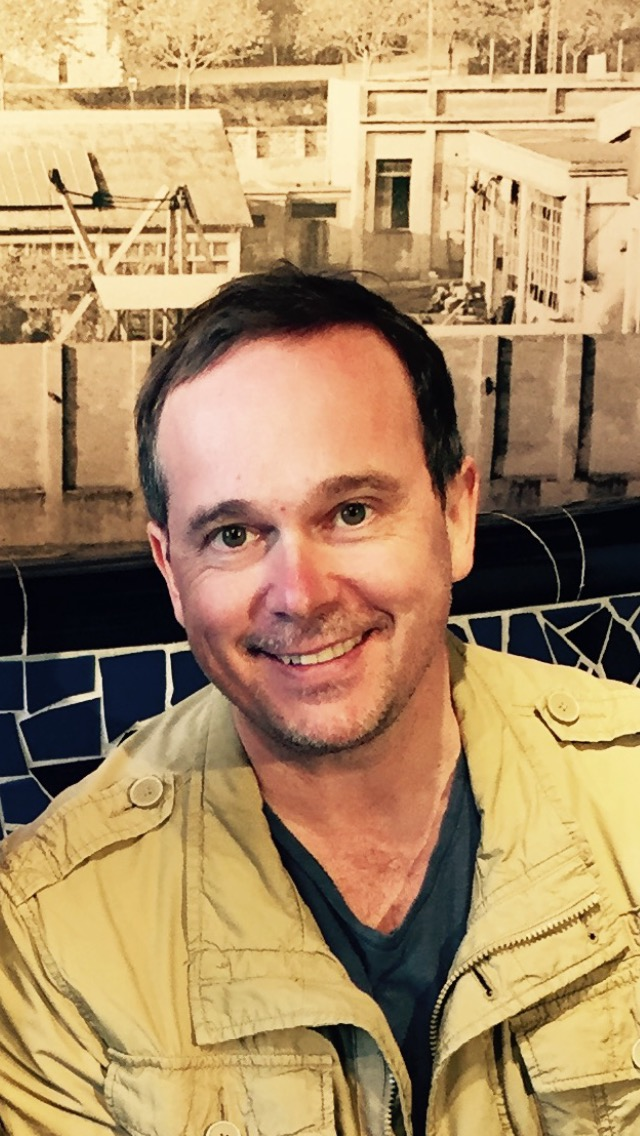
Juha Suoranta, en Barcelona 2016.

Juha Suoranta (24 de febrero de 1966, Tampere, Finlandia) es un científico social y pública intelectual finés. En la actualidad es profesor en Educación de Adultos en la Universidad de Tampere. Anteriormente trabajó como profesor de Educación en la Universidad de Laponia (1997-2004), y el profesor de Educación de Adultos de la Universidad de Joensuu (2004-2006). También es Profesor Adjunto en Música Educación en la Academia Sibelius, Helsinki, y en  educación en medios de la Universidad de Tampere. En suma, ha publicado 38 libros y innumerables artículos científicos.
Suoranta ha sido profesor visitante en la Universidad de Illinois en Urbana-Champaign en 1996-1997, y en la Universidad de California en Los Ángeles en el período 2003-2004. Suoranta ha servido como el Gobierno de Finlandia / David y Nancy Speer Profesor visitante en Estudios finlandeses y Sociología en la Universidad de Minnesota en 2005-2006.
En 2003 se desempeñó como Investigador en el Academia de Finlandia. También ha servido como un experto de corto plazo educativa en Tanzania, y un consultor y autor de la Naciones Unidas 'Informe Mundial de la Juventud 2003.
Suoranta ha publicado extensamente en los campos de la educación, la política sociología de la educación, la educación de adultos radical, la educación crítica de los medios, y la pedagogía crítica que pertenece a la nueva, o la segunda, generación de estudiosos de la pedagogía crítica En este último ámbito ha colaborado con Peter McLaren. En su escritura Suoranta se ha interesado en reunir ideas y materiales de diversas disciplinas, incluyendo los medios de comunicación y estudios culturales, la sociología, los estudios educativos, estudios de la literatura y literatura.
Es miembro del consejo editorial de varias revistas científicas, incluyendo la Revista de Estudios Críticos política educativa. Ha sido Presidente de la Asociación de Educación de Finlandia Ciudadana Foro (SKAF), una importante organización de la educación de adultos en Finlandia, a partir de 2007. Además de Inglés y finlandés, sus textos han sido publicados en estonio, griego, noruego y español.
En 2007, ayudó a fundar el Centro de Investigación Paulo Freire-Finlandia, el primer Centro Paulo Freire en los países nórdicos.
En la primavera de 2009 Suoranta proporciona un escondite para un solicitante de asilo menor de edad nacido en Afganistán, que estaba a punto de ser deportado de Finlandia a las calles de Atenas en Grecia sin seguro. Estos eventos están documentados en su libro  Piilottajan päiväkirja  (Escondidos a plena Sight).

## Grandes obras
En inglés
- El Integrated Media Machine I: Un marco teórico  (coeditado con Mauri Ylä-Kotola, Sam Inkinen y Jari Rinne), de 2000.

- El Integrated Media Machine II: Aspectos de la cultura de Internet, Hypertechnologies, y el aprendizaje informal  (coeditado con Mauri Ylä-Kotola y Sam Inkinen), 2001.

- Arquitectura: Teoría, Investigación y Práctica  (con Seppo Aura y Juhani Katainen), 2001.

- Los niños en la sociedad de la información: el caso de Finlandia  (con Hanna Lehtimäki), 2004. ISBN 0-8204-6829-0

- Investigación Artística. Teorías, métodos y prácticas  (con Mika Hannula y Tere Vadén), 2005. ISBN 951-53-2743-1 Contenido

- La educación y el espíritu del tiempo. Históricos, globales y críticos Reflexiones  (coeditado con Olli-Pekka Moisio), 2006. Ámsterdam: Sense Publishers. ISBN 90-77874-17-8 Contenido

- Wikiworld. Economía política de la alfabetización digital, y la promesa de los medios de comunicación participativa  (con Tere Vadén), 2008. ISBN 978-951-44-7281-7 Descargar

- Estragos del capitalismo. Educar para la Justicia Social y Ambiental  (coeditado con Gregory Martin, Donna Houston y Peter McLaren), 2010. Ámsterdam: Sense Publishers. .

- Wikiworld . Edición revisada. (Con Tere Vadén), 2010. Londres: Pluto Press. ISBN 978-0-7453-2891-1

- Escondidos a plena vista. ¿Cómo me resguardada un refugiado . La traducción Silja Kudel. Helsinki: En Publishing 2011. ISBN 978-952-264-112-0 (EPUB)

- Metodología de Investigación Artística  (con Mika Hannula y Tere Vadén), 2014. Nueva York: Peter Lang. ISBN 978-952-264-297-4.

- Freire militante, 2021. Nueva York: DIO Press. ISBN 978-1-64504-214-3.

En finlandés
- Iluminando Educación , de 1997.
- Introducción a la investigación cualitativa  (con Jari Eskola), 1998 (8ª ed. 2008).

- La educación en la cultura de la simulación  (con Mauri Ylä-Kotola), de 2000.

- Edificante Educación de Adultos  (con Petri Salo), 2002.

- La educación en la cultura mediática. Lo que los educadores necesitan saber , de 2003.

- Educación Radical. Hacia una sociología política de la educación , de 2005.

- En la encrucijada de la educación de adultos  (con Juha Kauppila y Hilkka Rekola), 2006.

- La Universidad Coming  (con Antti Salminen y Tere Vadén) de 2010.

- Piilottajan päiväkirja , de 2010.

- Métodos de investigación rebeldes  (con Sanna Ryynänen), 2014 (Un extracto Inglés)

- Paulo Freire, un pedagogo del oprimido , 2019

 'Artículos de investigación sobre wikilearning por Juha Suoranta' 
- Leinonen, Teemu, Juha Suoranta y Tere Vadén (2009) El aprendizaje en y con un proyecto wiki abierta: el potencial de la Wikiversidad en el fomento de la capacidad mundial. Primer lunes 14 (2).

- Suoranta, Juha (2010) Estudiantes y los pueblos oprimidos del mundo, Wikify! En Malott, Curry y Porfirio, Bradley (Eds.). La pedagogía crítica en el siglo 21: Una nueva generación de estudiosos. Information Age Publishing.

- Suoranta, Juha y Tere Vadén (2011) Wikilearning tan radical Igualdad. En Trifonas, Peter (ed.). Aprender en la virtual: Público Pedagogía en la era digital. Londres y Nueva York: Routledge.

- Vadén, Tere y Suoranta, Juha (2008) Una definición y Crítica de Cybercommunism